# Ambroise Poncet
Pour les articles homonymes, voir Poncet.
Ambroise Poncet, né en 1835 à Bricherasio et mort le 15 novembre 1868 à Alexandrie, est un explorateur français.

## Biographie
Ambroise naît en 1835 à Bricherasio (en français Briqueras), dans la province piémontaise de Pignerol,. Il est le fils de Joseph Poncet, issue d'une famille modeste de Maurienne, et de François Vaudey, de conditions supérieures puisque le frère de celle-ci, Alexandre Vaudey, deviendra Proconsul de Sardaigne en Egypte. Son frère, Jules Poncet, part lui aussi en Afrique.
Il rejoint avec ses parents leur oncle Alexandre Vaudey en Afrique pour y pratiquer la chasse à l'éléphant (1851). Ils atteignent le massif éthiopien et explorent le cours du Dender puis pénètrent dans le Bahr-el-Ghazal et remontent la rivière des Djours.

## Publication
- avec Jules Poncet, Le Fleuve Blanc: notes géographiques et ethnologiques et les chasses à l'éléphant dans le pays des Dinka et des Djour, Paris, Arthus Bertrand, 1864.